# Chimonobambusa armata
Chimonobambusa armata ist eine Bambus-Art aus der Gattung Chimonobambusa mit meist 3 bis 5 Meter hohen Halmen und etwa 20 Zentimeter langen Halmblattspreiten. Das Verbreitungsgebiet der Art liegt in Indien, Myanmar und China.

## Beschreibung
Chimonobambusa armata ist ausdauernd und bildet leptomorphe Rhizome. Die verholzenden Halme erreichen eine Höhe von meist 3 bis 5, selten bis 10 Metern, und einen Durchmesser von 1 bis 3 Zentimetern. Die Internodien sind mittelgrün und 12 bis 14 Zentimeter lang. Sie sind stielrund oder mit viereckigem Querschnitt, unbehaart und manchmal warzig. Die Knoten sind verdickt und zeigen von der Basis bis etwa der Mitte des Halms holzige Wurzeldornen. An der Scheidennarbe unter dem Knoten ist ein Ring aus filzigen, rötlich gelben Haaren und der bleibenden Basis der Halmscheide vorhanden. Je Knospe werden drei horizontal zueinander stehende, etwa gleich große Seitenäste gebildet, die weniger dick als der Halm sind. Die Halmscheiden sind länger als die Internodien, papierartig, grün und purpurfarben. Sie sind dicht rötlich gelb borstig behaart mit rötlich gelb bewimperten Rändern. Sie fallen erst spät ab und haben keine Blattöhrchen. Die Borsten an der Spitze (oral setae) sind rötlich gelb. Das Blatthäutchen ist 2 bis 3 Millimeter lang. Die Halmblattspreite ist pfriemlich-dreieckig und 1 bis 3 Zentimeter lang. Je Endzweig werden drei bis fünf Laubblätter gebildet. Die Laubblattscheiden sind etwa 7 Zentimeter lang, kahl und zeigen eine deutliche Blattaderung. Die Blattöhrchen sind nur schwach ausgebildet, die Borsten am Ende der Scheide (oral setae) deutlich. Die Laubblattspreite ist hellgrün, schmal lanzettlich, etwa 20 Zentimeter lang und 1,5 Zentimeter breit, zugespitzt, papierartig bis dünn papierartig und weiß bewimpert. Je Blatt werden vier oder fünf Nervenpaare gebildet.
Die Blütenstände sind 7 bis 9 Zentimeter lang. Die Scheinährchen (Ährchen mit basalen Knospen, die weitere Ährchen bilden können) wachsen in Bündeln und sind 5 bis 8 Zentimeter lang. Sie sind linealisch und bilden an der Basis drei oder vier nach oben hin größer werdende Tragblätter. Je Ährchen werden mehrere Hüllspelzen und sieben bis zehn Blütchen gebildet. Das Blütchen an der Spitze des Ährchens ist reduziert. Die Deckspelze ist 8 bis 9 Millimeter lang. Die Vorspelze ist etwa gleich groß, dünn paperartig und hat eine stumpfe oder leicht zweigeteilte Spitze. Die Schwellkörper sind durchscheinend und haben weiß bewimperte Ränder. Der Fruchtknoten ist eiförmig-ellipsoid, der Griffel kurz und bis nahe zur Basis geteilt. Es werden zwei Narben gebildet. Die Früchte sind Karyopsen mit einem fleischigen Perikarp.

## Verbreitung und Ökologie
Das natürliche Verbreitungsgebiet der Art liegt in Indien, Myanmar und China. In China findet man die Art in der Provinz Yunnan und im Autonomen Gebiet Tibet in einer Höhe von 1300 bis 2000 Metern.

## Systematik und Forschungsgeschichte
Chimonobambusa armata ist eine Art aus der Gattung Chimonobambusa, Tribus Arundinarieae, Unterfamilie Bambus (Bambusoideae). Die Art wurde 1896 vom britischen Botaniker James Sykes Gamble als Arundinaria armata (Basionym) in Annals of the Royal Botanic Garden (Calcutta) Band 7 Seite 130 erstbeschrieben. Die Art wurde 1983 von Xue Jiru und Yi Tongpei im Journal of Bamboo Research Band 2 Teil 1, Seite 38 als Chimonobambusa armata (Gamble) Hsueh & T.P.Yi der Gattung Chimonobambusa zugeordnet. Weitere Synonyme der Art sind Oreocalamus armatus (Gamble) T.H.Wen, Chimonocalamus armatus (Gamble) R.B.Majumdar und Chimonobambusa strigosa Hsueh & H.D.Zhang.